# کامه هیمه
کامه هیمه (به ژاپنی: 亀姫 かめひめ) （۱۵۶۰–۱۶۲۵ میلادی） دختر بزرگ توکوگاوا ایه‌یاسو و تسوکی‌یاما-دونو همسر رسمی او بود. ماتسودایرا نوبویاسو برادر تنی او بود. او همچنین همسر رسمی اوکودایرا نوبوماسا بود.